# Valea Ugra
Valea Ugra (węg. Ugrapataka) – wieś w Rumunii, w okręgu Harghita, w gminie Lunca de Sus. W 2011 roku liczyła 571 mieszkańców.